# Barbara Ehnes
Barbara Ehnes (* 1963 in Springe) ist eine deutsche Bühnenbildnerin, Bildende Künstlerin und Hochschullehrerin.

## Leben
Ehnes studierte Freie Kunst und Bühnenbild bei Wilfried Minks und Marina Abramović an der Hochschule für Bildende Künste Hamburg und in Amsterdam sowie Literaturwissenschaft an der Universität Hamburg. Seither entwirft sie Bühnenbilder u. a. für das Schauspielhaus und Thalia Theater Hamburg, Münchener Kammerspiele, Schauspielhaus Zürich, Opernhaus Zürich, Theater Basel, die Volksbühne Berlin, Burgtheater in Wien, Salzburger Festspiele und die Staatsoper Berlin sowie international das Het Muziektheater Amsterdam und das NNTT in Tokio.
Mit großer Kontinuität arbeitet Ehnes seit 2000 mit dem Regisseur Stefan Pucher, dem Regieteam Jossi Wieler / Sergio Morabito, Stefan Bachmann, Thomas Köck, Schorsch Kamerun, Sebastian Baumgarten, Lydia Steier und der Choreografin Meg Stuart zusammen.
Ab 2001 bis 2009 gehörte Ehnes, unter der Intendanz von Frank Baumbauer, zum künstlerischen Leitungsteam der Münchener Kammerspiele. Seit 2006 widmet sie sich auch intensiver der installativen und performativen Arbeit, die sie unter anderem bei den Wiener Festwochen, am HAU und bei der Ruhrtriennale in Bochum zeigte.
Seit 2011 ist Ehnes Professorin für Bühnenbild an der Hochschule für Bildende Künste Dresden. Seit 2023 ist sie zudem auch als Theaterregisseurin tätig.

## Arbeiten (Auswahl)

### Bühne
- 1999: Jeff Koons, von Rainald Goetz, Schauspielhaus Hamburg, Regie: Stefan Bachmann.[5]
- 2000: Die Möwen, von Anton Tschechow, Schauspielhaus Hamburg, Regie: Stefan Pucher.[6]
- 2001: Dantons Tod, von Georg Büchner, Münchner Kammerspiele, Regie: Lars-Ole Walburg.[7]
- 2002: Richard III, von William Shakespeare, Schauspielhaus Zürich, Regie: Stefan Pucher.[8]
- 2003: Der Seidene Schuh. Spanische Handlung in vier Tagen, von Paul Claudel, Theater Basel, Regie: Stefan Bachmann.[9]
- 2004: Othello, von William Shakespeare, Schauspielhaus Hamburg, Regie: Stefan Pucher.[10]
- 2005: Der Verschwender; von Ferdinand Raimund, Burgtheater Wien, Regie Stefan Bachmann.[11]
- 2006: Così fan tutte o sia La scuola degli amanti, von Wolfgang Amadeus Mozart, Het Muziektheater Amsterdam, Regie: Jossi Wieler / Sergio Morabito.[12]
- 2006: Replacement, Volksbühne Berlin, Regie: Meg Stuart.[13]
- 2007: Ödipus auf Kolonos, von Sophokles, Münchner Kammerspiele, Regie: Jossi Wieler.[14]
- 2008: Die Perser, von Aischylos, Schauspielhaus Zürich, Regie: Stefan Pucher[15]
- 2009: Antonius und Cleopatra, von William Shakespeare, Burgtheater Wien, Regie: Stefan Pucher[16]
- 2010: Andersen. Trip zwischen Welten, Thalia Theater, Regie: Stefan Pucher[17]
- 2011: Die Katze auf dem heißen Blechdach, von Tennessee Williams, Schauspiel Frankfurt, Regie: Bettina Bruinier[18]
- 2012: Ariodante, von Georg Friedrich Händel, Theater Basel, Regie: Stefan Pucher[19]
- 2013: Don Giovanni, von Wolfgang Amadeus Mozart, Opernhaus Zürich, Regie: Sebastian Baumgarten[20]
- 2014: Baal, von Bertolt Brecht, Deutsche Theater, Regie: Stefan Pucher[21]
- 2015: Volksfeind, von Henrik Ibsen, Schauspielhaus Zürich, Regie: Stefan Pucher[22]
- 2016: Donnerstag aus „Licht“, von K. H. Stockhausen, Theater Basel, Regie: Lydia Steier[23]
- 2017: Wartesaal, von Lion Feuchtwanger, Münchener Kammerspiele, Regie: Stefan Pucher[24]
- 2018: Am Königsweg, von Elfriede Jelinek, Schauspielhaus Zürich, Regie: Stefan Pucher[25]
- 2019: Legende, von Ronald M. Schernikau, Volksbühne Berlin, Regie: Stefan Pucher[26]
- 2020: A Dream of Armageddon, von Harry Ross, New National Theatre Tokyo, Regie: Lydia Steier[27]
- 2021: Eurotrash, von Christian Kracht, Thalia Theater, Regie: Stefan Pucher[28]
- 2022: Solastalgia, von Thomas Köck, Schauspiel Frankfurt, Regie: Thomas Köck[29]
- 2024: Moby Dick, von Herman Melville, Residenz Theater, Regie: Stefan Pucher[30]

### Künstlerische Leitung
- 2009: Transgelinler, Wiener Festwochen[31]
- 2019: Video Installation / ΑΛΛΗΛΕΓΓΥΗ – Solidarität, Ruhrtriennale Bochum[32]
- 2023: Alcina, von Georg Friedrich Händel, Luzerner Theater.[33]

### Hörspiele
- 2014: Elisabeth Burchhardt: Wunschsendung  (Nicht näher bezeichnete Mitwirkung) – Regie: Christiane Ohaus (Original-Hörspiel –  NDR)[34]

### Bücher
- Starting over. Verlag Theater der Zeit, Stefanie Carp 2015, ISBN 978-3-95749-021-6.

## Auszeichnungen
- 2005: Bühnenpreis Opus, Bestes Bühnenbild für „Othello“[35]
- 2012: Der Faust, Bühnen- und Kostümbild für „Quijote. Trip zwischen Welten“ zusammen mit Chris Kondek[36]